# Tour de Suisse 2008
| Endstand      | Endstand              | Endstand     |
| ------------- | --------------------- | ------------ |
| Sieger        | Roman Kreuziger       | 35:43:46 min |
| Zweiter       | Andreas Klöden        | + 0:49 min   |
| Dritter       | Igor Antón            | + 1:55 min   |
| Vierter       | Damiano Cunego        | + 2:11 min   |
| Fünfter       | Thomas Lövkvist       | + 2:37 min   |
| Sechster      | Andy Schleck          | + 2:57 min   |
| Siebter       | Kim Kirchen           | + 2:58 min   |
| Achter        | Markus Fothen         | + 4:08 min   |
| Neunter       | Christian Knees       | + 4:08 min   |
| Zehnter       | Laurens ten Dam       | + 4:26 min   |
| Punktewertung | Fabian Cancellara     | 50 P.        |
| Zweiter       | Markus Zberg          | 49 P.        |
| Dritter       | Kim Kirchen           | 43 P.        |
| Bergwertung   | Maxim Iglinski        | 45 P.        |
| Zweiter       | David Loosli          | 44 P.        |
| Dritter       | Stijn Devolder        | 25 P.        |
| Sprintwertung | René Weissinger       | 24 P.        |
| Zweiter       | Hervé Duclos-Lassalle | 15 P.        |
| Dritter       | David Loosli          | 14 P.        |
| Teamwertung   | Team Astana           | 107:24:13 h  |
| Zweiter       | Team CSC              | + 0:48 min   |
| Dritter       | Gerolsteiner          | + 9:21 min   |

Die 72. Tour de Suisse fand vom 14. bis zum 22. Juni 2008 statt.
Das Rad-Etappenrennen bestand aus insgesamt neun Etappen, darunter ein Einzelzeitfahren. Das Rennen war Teil der Rennserie UCI ProTour 2008. Die Rundfahrt startete in Langnau im Emmental und endete in Bern.

## Teilnehmende Mannschaften
Es nahmen alle 18 UCI-Protour- und 2 UCI-Professional-Continental-Teams an der Tour de Suisse 2008 teil. Die Wildcards erhielten Team Volksbank und BMC.
Der Vorjahressieger Wladimir Karpez verzichtete aufgrund eines Handbruchs auf die Teilnahme. Der Gewinner von Paris–Roubaix 2008 Tom Boonen wurde nach dem positiven Test auf Kokain im Vorfeld der Tour de Suisse von Organisatoren ausgeschlossen. Der Führende der UCI Protour 2008 Damiano Cunego war hingegen am Start.

## Etappen

### Übersicht
| Etappe    | Tag      | Start–Ziel                              | km  | Etappensieger     | Gelbes Trikot   |
| --------- | -------- | --------------------------------------- | --- | ----------------- | --------------- |
| 1. Etappe | 14. Juni | Langnau im Emmental–Langnau im Emmental | 146 | Óscar Freire      | Óscar Freire    |
| 2. Etappe | 15. Juni | Langnau im Emmental–Flumserberg         | 197 | Igor Antón        | Igor Antón      |
| 3. Etappe | 16. Juni | Flums–Gossau                            | 154 | Robbie McEwen     | Igor Antón      |
| 4. Etappe | 17. Juni | Gossau–Domat/Ems                        | 171 | Robbie McEwen     | Igor Antón      |
| 5. Etappe | 18. Juni | Domat/Ems–Caslano                       | 187 | Markus Fothen     | Igor Antón      |
| 6. Etappe | 19. Juni | Ambrì–Verbier                           | 193 | Kim Kirchen       | Kim Kirchen     |
| 7. Etappe | 20. Juni | Gruyères–Lyss                           | 171 | Fabian Cancellara | Kim Kirchen     |
| 8. Etappe | 21. Juni | Altdorf–Klausenpass (BZF)               | 025 | Roman Kreuziger   | Roman Kreuziger |
| 9. Etappe | 22. Juni | Altdorf–Bern                            | 165 | Fabian Cancellara | Roman Kreuziger |

### 1. Etappe: Langnau im Emmental–Langnau im Emmental
|    | Fahrer            | Team | Zeit      |
| -- | ----------------- | ---- | --------- |
| 1. | Óscar Freire      | RAB  | 3:42:35 h |
| 2. | Martin Elmiger    | ALM  | gl.Z.     |
| 3. | Kim Kirchen       | THR  | gl.Z.     |
| 4. | Greg Van Avermaet | SIL  | gl.Z.     |
| 5. | Philippe Gilbert  | FDJ  | gl.Z.     |

|    | Fahrer          | Team | Zeit       |
| -- | --------------- | ---- | ---------- |
| 1. | Óscar Freire    | RAB  | 3:42:25 h  |
| 2. | Martin Elmiger  | ALM  | + 0:04 min |
| 3. | David Loosli    | LAM  | gl.Z.      |
| 4. | Kim Kirchen     | THR  | + 0:06 min |
| 5. | Íñigo Landaluze | EUS  | + 0:07 min |

Die erste Etappe führte mit flachem Profil rund um Langnau im Emmental. David Loosli, Steve Zampieri und Íñigo Landaluze bildeten die Ausreißergruppe. Loosli gewann beide Zwischensprints und beide Bergwertungen (beide dritte Kategorie). Der letzte Berg, der Chuderhüsi, war zu steil für die meisten Sprinter. Trotzdem holte das Hauptfeld kurz vor dem Ziel die Ausreißer. Óscar Freire entschied den Massensprint.

### 2. Etappe: Langnau im Emmental–Flums
|    | Fahrer         | Team | Zeit       |
| -- | -------------- | ---- | ---------- |
| 1. | Igor Antón     | EUS  | 5:00:04 h  |
| 2. | Kim Kirchen    | THR  | + 0:06 min |
| 3. | Damiano Cunego | LAM  | gl.Z.      |
| 4. | Fränk Schleck  | CSC  | gl.Z.      |
| 5. | Oliver Zaugg   | GST  | + 0:08 min |

|    | Fahrer         | Team | Zeit       |
| -- | -------------- | ---- | ---------- |
| 1. | Igor Antón     | EUS  | 8:42:29 h  |
| 2. | Kim Kirchen    | THR  | + 0:06 min |
| 3. | Damiano Cunego | LAM  | + 0:12 min |
| 4. | Fränk Schleck  | CSC  | + 0:16 min |
| 5. | Oliver Zaugg   | GST  | + 0:18 min |

Das Finale der zweiten Etappe führte hoch zum Flumserberg (erste Kategorie). Zwischendurch gab es noch zwei weitere Möglichkeiten Bergpunkte zu sammeln. Diese holten sich vor allem David Loosli und Martin Elmiger. Loosli verteidigte die Führung in der Sprint- und Bergwertung. Die Entscheidung im Etappenfinale suchte Stijn Devolder zu früh. Er wurde eingeholt und am Ende nur Siebenter. Es siegte Igor Antón.

### 3. Etappe: Flums–Gossau
|    | Fahrer            | Team | Zeit      |
| -- | ----------------- | ---- | --------- |
| 1. | Robbie McEwen     | SIL  | 3:50:05 h |
| 2. | Óscar Freire      | RAB  | gl.Z.     |
| 3. | Gerald Ciolek     | THR  | gl.Z.     |
| 4. | Robert Förster    | GST  | gl.Z.     |
| 5. | Danilo Napolitano | GST  | gl.Z.     |

|    | Fahrer         | Team | Zeit       |
| -- | -------------- | ---- | ---------- |
| 1. | Igor Antón     | EUS  | 12:32:34 h |
| 2. | Kim Kirchen    | THR  | + 0:06 min |
| 3. | Damiano Cunego | LAM  | + 0:12 min |
| 4. | Fränk Schleck  | CSC  | + 0:16 min |
| 5. | Oliver Zaugg   | GST  | + 0:18 min |

Die Fluchtgruppe des Tages bestand aus Hervé Duclos-Lassalle (Cofidis) und René Weissinger (Volksbank), nach zehn Kilometern schloss Jeff Louder (BMC Racing) auf. Ihr Vorsprung wuchs zwischenzeitlich auf bis zu 7 Minuten und 30 Sekunden. Weissinger gewann beide Zwischensprint und holte sich so das Sprinttrikot. Die Ausreißer wurden zehn Kilometer vor dem Ziel gestellt. Die letzte Bergwertung der 4. Kategorie gewann David Loosli (Lampre). Den Massensprint gewann nach guter Vorarbeit von Greg Van Avermaet Robbie McEwen vor Óscar Freire.

### 4. Etappe: Gossau–Domat/Ems
|    | Fahrer         | Team | Zeit      |
| -- | -------------- | ---- | --------- |
| 1. | Robbie McEwen  | SIL  | 4:04:10 h |
| 2. | Óscar Freire   | RAB  | gl.Z.     |
| 3. | Gerald Ciolek  | THR  | gl.Z.     |
| 4. | Leonardo Duque | COF  | gl.Z.     |
| 5. | Markus Zberg   | GST  | gl.Z.     |

|    | Fahrer         | Team | Zeit       |
| -- | -------------- | ---- | ---------- |
| 1. | Igor Antón     | EUS  | 16:36:44 h |
| 2. | Kim Kirchen    | THR  | + 0:06 min |
| 3. | Damiano Cunego | LAM  | + 0:12 min |
| 4. | Fränk Schleck  | CSC  | + 0:16 min |
| 5. | Oliver Zaugg   | GST  | + 0:18 min |

Auch die vierte Etappe bot eine gute Gelegenheit für einen Massensprint. Es gab nur zwei Bergwertungen der dritten Kategorie (Schellenberg und Sankt-Luzisteig). Die Fluchtgruppe bestand aus Matej Jurčo, Jérôme Pineau und Jonathan Garcia. Pineau gewann die Bergwertungen, und Jurčo die Zwischensprints. Wie am Vortag hießen die ersten Drei McEwen, Freire und Ciolek.

### 5. Etappe: Domat/Ems–Caslano
|    | Fahrer               | Team | Zeit       |
| -- | -------------------- | ---- | ---------- |
| 1. | Markus Fothen        | GST  | 4:47:31 h  |
| 2. | Sergei Iwanow        | AST  | + 0:50 min |
| 3. | Markus Zberg         | GST  | + 0:57 min |
| 4. | Michael Albasini     | LIQ  | gl.Z.      |
| 5. | Alexander Botscharow | C.A  | gl.Z.      |

|    | Fahrer          | Team | Zeit       |
| -- | --------------- | ---- | ---------- |
| 1. | Igor Antón      | EUS  | 21:25:12 h |
| 2. | Kim Kirchen     | THR  | + 0:06 min |
| 3. | Oliver Zaugg    | GST  | + 0:18 min |
| 4. | Roman Kreuziger | LIQ  | + 0:21 min |
| 5. | Stijn Devolder  | QSI  | + 0:22 min |

Die 190 Kilometer lange Etappe startete in Domat/Ems im Kanton Graubünden. Bis Disentis folgte man den Lauf des Vorderrheins. Bei Kilometer 14 kam in Flims die erste Bergwertung (3. Kategorie). Die Fahrt ging dann nach Süden, zum Lukmanierpass (1. Kategorie, 1940 Meter hoch) bei Kilometer 70. Der Abstieg führte nach Biasca im Kanton Tessin. Auf den letzten fünfzig Kilometer folgte die Passhöhe des Monte Ceneri (3. Kategorie), ein Anstieg in Cademario (2. Kategorie), 16 Kilometer vor dem Ziel. Die Abfahrt führte zum Zielort Caslano.
Nach der ersten Bergwertung konnten sich ein dutzend Fahrer vom Feld absetzen: Pietro Caucchioli (Crédit Agricole), Pieter Jacobs (Silence-Lotto), Sylvain Chavanel (Cofidis), Maxim Iglinski (Astana), Marco Marzano (Lampre), Mathieu Perget (Caisse d’Epargne), Morris Possoni (Team High Road), José Rujano (Caisse d’Epargne), Johann Tschopp (Bouygues Telecom), Alessandro Vanotti (Liquigas), Benoît Vaugrenard (La Française des Jeux) und Giovanni Visconti (Quick·Step), Jens Voigt (Team CSC). Nach einem vergeblichen Angriff von Chavanel am Monte Ceneri, wurde 25 Kilometer vor dem Ziel die ganze Gruppe vom Hauptfeld eingeholt.
Hinauf nach Cademario gab es weitere Angriffe. Stijn Devolder (Quick Step) und Sergej Iwanow (Astana) setzten sich ab, aber die Gruppe des Führenden Igor Antón setzte nach. Am Ende des Anstiegs griff Fränk Schleck (Team CSC), gefolgt von Markus Fothen (Gerolsteiner), an. In der Abfahrt holte Fothen Schleck ein, der aber vier Kilometer vor dem Ziel stürzte. Fothen gewann die Etappe in Caslano, Schleck kam mit fast 3 Minuten Rückstand auf Platz 44 ins Ziel.
Sergej Iwanow griff nochmals an und wurde Zweiter. Die Gruppe von Igor Antón, bestehend aus 17 Fahrern, kam mit 57 Sekunden Rückstand ins Ziel. Damiano Cunego verlor fast eine Minute auf Antón.

### 6. Etappe Quinto–Verbier
|    | Fahrer          | Team | Zeit       |
| -- | --------------- | ---- | ---------- |
| 1. | Kim Kirchen     | THR  | 5:29:23 h  |
| 2. | Andreas Klöden  | AST  | gl.Z.      |
| 3. | Roman Kreuziger | LIQ  | + 0:06 min |
| 4. | Sergei Iwanow   | AST  | + 0:12 min |
| 5. | Stijn Devolder  | QSI  | + 0:20 min |

|    | Fahrer          | Team | Zeit       |
| -- | --------------- | ---- | ---------- |
| 1. | Kim Kirchen     | THR  | 26:54:31 h |
| 2. | Roman Kreuziger | LIQ  | + 0:27 min |
| 3. | Igor Antón      | EUS  | + 0:33 min |
| 4. | Stijn Devolder  | QSI  | + 0:46 min |
| 5. | Thomas Lövkvist | THR  | + 0:56 min |

Die Gruppe der Ausreißer war groß. In ihr Fahrer wie José Rujano, Giovanni Visconti, Maxim Iglinski und Jens Voigt. Im letzten Anstieg wurden alle Fahrer wieder eingeholt. Im Sprint war Kim Kirchen der Stärkste vor Andreas Klöden. Antón verlor eine halbe Minute, Kirchen holte das gelbe Trikot.

### 7. Etappe: Gruyères–Lyss
|    | Fahrer            | Team | Zeit       |
| -- | ----------------- | ---- | ---------- |
| 1. | Fabian Cancellara | CSC  | 3:47:09 h  |
| 2. | Erik Zabel        | MRM  | + 0:02 min |
| 3. | Robbie McEwen     | SIL  | gl.Z.      |
| 4. | Robert Förster    | GST  | gl.Z.      |
| 5. | Danilo Napolitano | LAM  | gl.Z.      |

|    | Fahrer          | Team | Zeit       |
| -- | --------------- | ---- | ---------- |
| 1. | Kim Kirchen     | THR  | 30:41:42 h |
| 2. | Roman Kreuziger | LIQ  | + 0:27 min |
| 3. | Igor Antón      | EUS  | + 0:33 min |
| 4. | Stijn Devolder  | QSI  | + 0:46 min |
| 5. | Thomas Lövkvist | THR  | + 0:56 min |

Nachdem zwei Gruppen vergeblich versucht hatten sich vom Hauptfeld abzusetzen, formierte sich eine Gruppe von vier Fahrern: Roman Kreuziger (Liquigas), Sébastien Rosseler (Quick·Step), Ronny Scholz (Gerolsteiner) und Johan Vansummeren (Silence-Lotto). Kreuziger, Zweiter in der Gesamtwertung, ließ sich nach einigen Kilometern zurückfallen, da das Feld die Ausreißer nicht entscheidend wegkommen ließ. Die drei Fahrer fuhren bis 17 Kilometer vor dem Ziel vor dem Feld.
Kurz vor dem letzten Hügel griffen Leif Hoste (Silence-Lotto), Maxim Iglinski (Astana) und David Loosli (Lampre) an, es folgten Fabian Cancellara und Markus Fothen, später auch noch Philippe Gilbert und Kim Kirchen. Doch Cancellara griff wieder an und konnte sich von seinen Gefährten lösen. Diese wurden auf den letzten fünf Kilometern vom Hauptfeld gestellt. Cancellara fuhr im Alleingang nach Lyss und siegte mit zwei Sekunden Vorsprung auf das Hauptfeld, angeführt von Erik Zabel und Robbie McEwen.

### 8. Etappe: Altdorf–Klausenpass (BZF)
|    | Fahrer          | Team | Zeit       |
| -- | --------------- | ---- | ---------- |
| 1. | Roman Kreuziger | LIQ  | 1:00:22 h  |
| 2. | Jose Rujano     | GCE  | + 0:16 min |
| 3. | Andreas Klöden  | AST  | + 0:17 min |
| 4. | Damiano Cunego  | LAM  | + 0:54 min |
| 5. | Fränk Schleck   | CSC  | + 1:26 min |

|    | Fahrer          | Team | Zeit       |
| -- | --------------- | ---- | ---------- |
| 1. | Roman Kreuziger | LIQ  | 31:42:31 h |
| 2. | Andreas Klöden  | AST  | + 0:49 min |
| 3. | Igor Antón      | EUS  | + 1:55 min |
| 4. | Damiano Cunego  | LAM  | + 2:11 min |
| 5. | Thomas Lövkvist | THR  | + 2:37 min |

Stijn Devolder hatte einen schwarzen Tag und verlor mehr als 6 Minuten auf Kreuziger, der mit seinem Etappensieg das gelbe Trikot von Kim Kirchen übernahm.

### 9. Etappe: Altdorf–Bern
|    | Fahrer            | Team | Zeit       |
| -- | ----------------- | ---- | ---------- |
| 1. | Fabian Cancellara | CSC  | 4:01:07 h  |
| 2. | Philippe Gilbert  | SIL  | gl. Z. min |
| 3. | Daniel Moreno     | GCE  | + 0:04 min |
| 4. | Matteo Tosatto    | QSI  | + 0:05 min |
| 5. | Markus Zberg      | GST  | + 0:08 min |

|    | Fahrer          | Team | Zeit       |
| -- | --------------- | ---- | ---------- |
| 1. | Roman Kreuziger | LIQ  | 35:43:46 h |
| 2. | Andreas Klöden  | AST  | + 0:49 min |
| 3. | Igor Antón      | EUS  | + 1:55 min |
| 4. | Damiano Cunego  | LAM  | + 2:11 min |
| 5. | Thomas Lövkvist | THR  | + 2:37 min |

Die letzte Etappe bot ein recht flaches Profil mit einer Bergwertung der vierten Kategorie rund 10 Kilometer vor dem Ziel. Die Chance für den Sieger der siebten Etappe Fabian Cancellara in seiner Geburtsstadt Bern zu gewinnen. Die frühe Fluchtgruppe mit Hervé Duclos-Lassalle (Cofidis), Darren Lill (BMC Racing), Francisco Pérez Sanchez (Caisse d’Epargne), Maarten Tjallingii (Silence-Lotto) und René Weissinger (Volksbank) wurde kurz vor dem letzten Gipfel gestellt.
Silence-Lotto führte das Feld an. 1500 Meter vor dem Ziel versuchte Philippe Gilbert sein Glück, nur Cancellara konnte nachsetzen und siegte knapp. Da der Führende der Punktewertung Freire nicht an den Start der letzten Etappe gegangen war, sicherte sich so Cancellara das Punktetrikot. In der Gesamtwertung gab es keine Veränderungen: Der junge Tscheche Roman Kreuziger (Liquigas) errang den ersten großen Erfolg seiner Karriere.

## Trikots im Tourverlauf
Die Tabelle zeigt den Träger des jeweiligen Trikots während der einzelnen Etappe bzw. den Führenden der jeweiligen Gesamtwertung am Abend des Vortags an.
| Etappe    | Gesamtwertung   | Sprintwertung   | Bergwertung    | Punktewertung     | Teamwertung      |
| --------- | --------------- | --------------- | -------------- | ----------------- | ---------------- |
| 2. Etappe | Óscar Freire    | David Loosli    | David Loosli   | Óscar Freire      | Caisse d’Epargne |
| 3. Etappe | Igor Antón      | David Loosli    | David Loosli   | Kim Kirchen       | CSC              |
| 4. Etappe | Igor Antón      | René Weissinger | David Loosli   | Óscar Freire      | CSC              |
| 5. Etappe | Igor Antón      | René Weissinger | David Loosli   | Óscar Freire      | CSC              |
| 6. Etappe | Igor Antón      | René Weissinger | David Loosli   | Óscar Freire      | Gerolsteiner     |
| 7. Etappe | Kim Kirchen     | René Weissinger | David Loosli   | Óscar Freire      | Astana           |
| 8. Etappe | Kim Kirchen     | René Weissinger | Maxim Iglinski | Óscar Freire      | Astana           |
| 9. Etappe | Roman Kreuziger | René Weissinger | Maxim Iglinski | Óscar Freire      | Astana           |
| Sieger    | Roman Kreuziger | René Weissinger | Maxim Iglinski | Fabian Cancellara | Astana           |

- Während der zweiten Etappe trug Martin Elmiger das Punktetrikot.
- Während der dritten Etappe trug Martin Elmiger das Sprinttrikot.

## ProTour-Zwischenstand
Zwischenstand der ProTour 2008 nach der Tour de Suisse (Stand: 22. Juni 2008).
|     | Fahrer             | Punkte |
| --- | ------------------ | ------ |
| 1.  | Damiano Cunego     | 104    |
| 2.  | Andreas Klöden     | 96     |
| 3.  | Roman Kreuziger    | 94     |
| 4.  | Cadel Evans        | 85     |
| 5.  | Alejandro Valverde | 83     |
| 6.  | André Greipel      | 62     |
| 7.  | Mikel Astarloza    | 60     |
| 8.  | Alberto Contador   | 58     |
| 9.  | Thomas Dekker      | 54     |
| 10. | Stijn Devolder     | 50     |

|     | Teams                            | Punkte |
| --- | -------------------------------- | ------ |
| 1.  | Team Astana                      | 145    |
| 2.  | Caisse d’Epargne                 | 127    |
| 3.  | Team CSC                         | 126    |
| 4.  | Saunier Duval-Scott              | 109    |
| 5.  | Silence-Lotto                    | 108    |
| 6.  | Team Rabobank                    | 105    |
| 7.  | Team Gerolsteiner                | 102    |
| 8.  | Française des Jeux               | 102    |
| 9.  | Euskaltel-Euskadi                | 95     |
| 10. | Team High Road                   | 95     |
| 11. | Crédit Agricole                  | 94     |
| 12. | ag2r La Mondiale                 | 93     |
| 13. | Liquigas                         | 89     |
| 14. | Bouygues Télécom                 | 80     |
| 15. | Quick Step                       | 78     |
| 16. | Cofidis, le crédit par téléphone | 73     |
| 17. | Team Milram                      | 54     |
| 18. | Lampre-Fondital                  | 48     |

|     | Nationen           | Punkte |
| --- | ------------------ | ------ |
| 1.  | Spanien            | 293    |
| 2.  | Italien            | 209    |
| 3.  | Deutschland        | 198    |
| 4.  | Belgien            | 155    |
| 5.  | Frankreich         | 147    |
| 6.  | Australien         | 113    |
| 7.  | Tschechien         | 94     |
| 8.  | Luxemburg          | 94     |
| 9.  | Niederlande        | 90     |
| 10. | Vereinigte Staaten | 71     |